# Bitka kod Bunker Hilla
Bitka kod Bunker Hilla dogodila se 17. srpnja 1775. tijekom opsade Bostona u Američkom ratu za neovisnost. To je po nekima bila najkrvavija bitka rata. General Israel Puntam je predvodio pobunjenike dok je general bojnik William Howe zapovijedao britanskim trupama.
Po mnogim povjesničarima odlučujuća je bila zapovijed generala Israela Puntama koji je rekao: "Ne pucajte dok im ne vidite boju očiju" što je naravno jako povećalo broj žrtava jer su suprotstavljene strane stajale jako blizu jedna drugoj.
Bitka je završila Pirovom pobjedom za Britance koji su izgubili više od 1000 vojnika. Nakon bitke zapovjednik Henry Cliton je rekao: "Još nekoliko ovakvih pobjeda i završit će britanska dominacija u Americi".

## Pozadina
Od svibnja 1775. u Massachusettsu je vojska preuzela vrhovnu vlast u provinciji. Nakon oružanog sukoba kod Lexingtona i Concorda Patriotske snage od 8000 do 12.000 ljudi vođene s generalom Artemisom Wardom okupirale su Boston. Britanske snage su bile povećane dolaskom generala Howea koji je došao s 4500 vojnika.

## Poveznice
- Američki rat za neovisnost

## Vanjske poveznice
- Library of Congress discussion
- Bunker Hill  Arhivirana inačica izvorne stranice od 23. prosinca 2008. (Wayback Machine)
- Israel Putnam Website
- WGBH Forum Network-Patriots of Color:Revolutionary Heroes
- Website concering Captain Samuel Cherry who fought at Bunker Hill
- List of fallen Patriots at Bunker Hill-SAR Sons of Liberty Chapter resource reference  Arhivirana inačica izvorne stranice od 13. travnja 2013. (Wayback Machine)
- Boston National Historical Park Official Website